# Pierre Blanchet (résistant)
Pour les articles homonymes, voir Pierre Blanchet et Blanchet.
Pierre Blanchet (Bollène, 10 septembre 1907 - Mort pour la France le 18 juin 1944 à Radicofani) est un résistant français, Compagnon de la Libération. Diplômé d'HEC, il met cependant de côté une carrière commerciale pour devenir policier à Shanghai. Rejoignant les forces françaises libres après l'armistice du 22 juin 1940, il combat au Moyen-Orient, en Afrique du nord puis en Italie où il est tué.

## Biographie

### Jeunesse et engagement
Fils d'officier, Pierre Blanchet naît le 10 septembre 1907 à Bollène dans le Vaucluse où il passe son enfance en l'absence de son père basé à Madagascar. Après des études aux lycées d'Avignon et de Marseille, il réussit le concours écrit de l'École polytechnique mais n'est pas autorisé à passer l'oral en raison d'une inaptitude physique. Il prépare alors le concours d'HEC qu'il réussit. En octobre 1929, il est appelé pour son service militaire qu'il effectue au 10e régiment de tirailleurs sénégalais en Tunisie. Ayant suivi les cours d'élève officier de réserve, il en sort avec le grade de sous-lieutenant de réserve. En 1931, fraîchement diplômé d'HEC, il se prépare à entrer à la Banque de l'Indochine. Cependant son beau-frère Louis Fabre, directeur de la police dans la concession française de Shanghai, lui propose de venir prendre le commandement de la Garde municipale. Acceptant le poste, Pierre Blanchet part donc pour la Chine où exerce déjà son père, préfet de la concession de Tientsin.

### Seconde Guerre mondiale
Souhaitant en vain être mobilisé lors de la déclaration de guerre en 1939, Pierre Blanchet démissionne de la police de la concession française et part pour l'Indochine où il est nommé commandant de la garnison de Poulo-Condor. L'armistice du 22 juin 1940 l'empêchant de partir combattre en France, il est démobilisé et retrouve son poste au sein de la police de Shanghai. Peu de temps après, alors qu'il remplace son beau-frère en congé à la tête de la police, il est victime d'un attentat dans lequel il est blessé par balle. Désireux de poursuivre le combat contre l'Allemagne, il quitte à nouveau la Chine et rejoint Manille aux Philippines où il obtient l'aide de l'ambassade du Royaume-Uni pour rejoindre les forces françaises libres au Moyen-Orient. Affecté au Bataillon de marche no 1, il participe à la campagne de Syrie à l'issue de laquelle il est promu capitaine en septembre 1941. Muté au Bataillon du Pacifique en avril 1942, il est engagé dans la guerre du désert et prend part à la bataille de Bir-Hakeim au cours de laquelle il est blessé le 9 juin. Refusant d'être évacué, il mène sa compagnie lors de l'évacuation du poste dans la nuit du 10 au 11 juin. Peu après, son bataillon fusionné avec le 1er bataillon d'infanterie de marine forme le Bataillon d'infanterie de marine et du Pacifique. Au sein de cette nouvelle unité, Pierre Blanchet participe à la seconde bataille d'El Alamein puis à la campagne de Tunisie.
Après les campagnes du nord de l'Afrique, Pierre Blanchet dispose de plusieurs mois d'accalmie pour entraîner des jeunes recrues qui reconstituent sa compagnie après les pertes des précédents combats. Lui et son unité sont ensuite engagés dans la campagne d'Italie. Le 12 mai 1944, il est blessé à la main par des éclats d'obus de mortier lors de la prise du mont Girofano. Évacué quelques jours plus tard, il est rapidement soigné et rejoint immédiatement sa compagnie au combat. Le 18 juin suivant, alors que son unité attaque le village de Radicofani, Pierre Blanchet est tué par l'explosion d'un obus. Il est inhumé au cimetière militaire français de Rome.

## Décorations
|  |  |  |

| Chevalier de la Légion d'honneur[Quand ?] | Chevalier de la Légion d'honneur[Quand ?] | Compagnon de la Libération | Compagnon de la Libération | Croix de guerre 1939-1945 | Croix de guerre 1939-1945 |